# بروکس بندیکت
بروکس بندیکت (انگلیسی: Brooks Benedict؛ ‏ ۶ فوریهٔ ۱۸۹۶ – ۱ ژانویهٔ ۱۹۶۸) بازیگر اهل ایالات متحده آمریکا بود. وی بین سال‌های ۱۹۲۳ تا ۱۹۵۸ میلادی فعالیت می‌کرد. او به مدت ۲ سال در دانشگاه پرینستون تحصیل کرد و عضو تیم فوتبال آن بود. سپس به مدت ۶ ماه در اوج جنگ جهانی اول در فرانسه در «نیروی داوطلبان آمبولانس مکانیزه آمریکا» خدمت کرد.

## گزیدهٔ فیلم‌شناسی
- چه زندگی شگفت‌انگیزی
- بیگانگان در ترن
- آن شبح را بگیرید
- نیواورلئان
- آقای اسمیت به واشینگتن می‌رود
- تمام شهر حرفش را می‌زنند
- احمق آمریکایی خوش‌تیپ
- از درون گذشته
- برادر شیطان
- ساعت بزرگ
- قایق نمایش
- هالیوود که دیگر بدرد نمی‌خورد
- استادان رقص
- خیابان شانس
- برادوی بیل
- هارولد لوید به دانشگاه می‌رود
- دیوانه‌خانه
- رابارب
- گروه موسیقی وارد می‌شود
- شکوفه‌هایی در برادوی
- گوریل
- اسپیدی
- قسم می‌خورم